# Union Sportive Sarre-Union
La Unión Deportiva Sarre-Union es un equipo de fútbol de Francia que juega en el Championnat National 3, la quinta liga de fútbol más importante del país.

## Historia
Fue fundado en el año 1924 en la ciudad de Sarre-Union y luego del fin de la Segunda Guerra Mundial pasó la mayor parte del tiempo jugando en las divisiones más bajas de la región de Alsace hasta que en la temporada 2009/10 ascendieron a la CFA 2 y en la temporada 2010/11 ganaron el ascenso a la CFA, donde permanecieron hasta la temporada 2015/16 luego de descender de categoría.

## Temporadas del US Sarre-Union
| I                   | II                  | III                  | IV              | V                 | VI            | VII        | VIII          | IX         | X          | XI         | XII        |
| Division 1          | Division 2          | DH Alsace            | P. Honneur      | Division 1        | Division 2    | División 3 |               |            |            |            |            |
| ------------------- | ------------------- | -------------------- | --------------- | ----------------- | ------------- | ---------- | ------------- | ---------- | ---------- | ---------- | ---------- |
|                     |                     |                      |                 |                   |               | 1947-1948  |               |            |            |            |            |
| Division 1          | Division 2          | CFA/División 3       | DH Alsace       | P. Honneur        | Division 1    | Division 2 | División 3    |            |            |            |            |
|                     |                     |                      |                 |                   | 1949-1950     |            |               |            |            |            |            |
|                     |                     |                      |                 |                   |               | 1951-1953  |               |            |            |            |            |
|                     |                     |                      |                 |                   | 1953-1954     |            |               |            |            |            |            |
|                     |                     |                      |                 |                   |               | 1954-1956  |               |            |            |            |            |
|                     |                     |                      |                 |                   |               |            | 1956-1960     |            |            |            |            |
|                     |                     |                      |                 |                   |               | 1960-1967  |               |            |            |            |            |
|                     |                     |                      |                 |                   | 1967-1970     |            |               |            |            |            |            |
|                     |                     |                      |                 |                   |               | 1970-1978  |               |            |            |            |            |
| Division 1          | Division 2          | División 3           | División 4      | DH Alsace         | P. Honneur    | Division 1 | Division 2    | División 3 |            |            |            |
|                     |                     |                      |                 |                   |               | 1978-1981  |               |            |            |            |            |
|                     |                     |                      |                 |                   |               |            | 1981-1985     |            |            |            |            |
| Division 1          | Division 2          | División 3           | División 4      | DH Alsace         | P. Excellence | P. Honneur | Division 1    | Division 2 | División 3 |            |            |
|                     |                     |                      |                 |                   |               |            |               | 1985-1988  |            |            |            |
|                     |                     |                      |                 |                   |               |            |               |            | 1988-1989  |            |            |
|                     |                     |                      |                 |                   |               |            |               | 1989-1993  |            |            |            |
| División 1/ Ligue 1 | División 2/ Ligue 2 | National 1/ National | National 2/ CFA | National 3/ CFA 2 | DH Alsace     | Excellence | P. Excellence | Promotion  | Division 1 | Division 2 | División 3 |
|                     |                     |                      |                 |                   |               |            |               |            | 1993-1995  |            |            |
|                     |                     |                      |                 |                   |               |            |               | 1995-1996  |            |            |            |
|                     |                     |                      |                 |                   |               |            | 1996-1999     |            |            |            |            |
|                     |                     |                      |                 |                   |               | 1999-2000  |               |            |            |            |            |
|                     |                     |                      |                 |                   | 2000-2003     |            |               |            |            |            |            |
|                     |                     |                      |                 | 2003-2004         |               |            |               |            |            |            |            |
|                     |                     |                      |                 |                   | 2004-2009     |            |               |            |            |            |            |
|                     |                     |                      |                 | 2009-2011         |               |            |               |            |            |            |            |
|                     |                     |                      | 2011-2016       |                   |               |            |               |            |            |            |            |
|                     |                     |                      |                 | 2016-             |               |            |               |            |            |            |            |
|                     |                     |                      |                 |                   |               |            |               |            |            |            |            |

     Campeonato Profesional
     Campeonato Nacional Profesional y Amateur
     Campeonato Nacional Amateur
     Campeonato Regional Amateur
     Campeonato Local Amateur